# 锯鳞耳蕨
锯鳞耳蕨（学名：Polystichum prionolepis）为鳞毛蕨科耳蕨属下的一个种。

## 扩展阅读
- 維基物種上的相關：锯鳞耳蕨